# جوزيف بلوخ
جوزيف بلوخ (بالإنجليزية: Joseph Bloch)‏ هو معلم موسيقى وعازف بيانو أمريكي، ولد في 6 نوفمبر 1917، وتوفي في 4 مارس 2009 بسبب نوبة قلبية.

## وصلات خارجية
- جوزيف بلوخ على موقع ميوزك برينز (الإنجليزية)